# داریا لورنتسی فلتز
داریا لورنتسی فلتز (کرواتی: Daria Lorenci Flatz؛ زادهٔ ۱۳ آوریل ۱۹۷۶) بازیگر اهل بوسنی و هرزگوین است.
از فیلم‌ها یا برنامه‌های تلویزیونی که وی در آن نقش داشته‌است می‌توان به فقط بین ما، قانون اساسی اشاره کرد.